# Cranioleuca baroni
Cranioleuca baroni là một loài chim trong họ Furnariidae.